# 张顺 (金朝)
张顺，金朝淄州人。
张顺为军士。淄州被蒙古兵所包围，行省侯挚派遣王庭玉领兵去救。张顺奉命侦察，探看敌营，被蒙古军所俘。蒙古将领派他宣言行省军战败，应当速降。张顺至城下，大呼，蒙古兵不多，王节度率领的救兵将至，坚守勿降。于是被蒙古人所杀。淄州知救兵至，奋力坚守，最终没有破城。金朝赠张顺宣武将军、同知棣州防御使事，优养其亲。